# قائمة زملاء الجمعية الملكية المنتخبين في 1995
هذه الصفحة تعرض قائمة زملاء الجمعية الملكية المُنتخبين لعام 1995.

## الزملاء
- Ian William Murison Smith [الإنجليزية]‏
- Frank Matthews Leslie [الإنجليزية]‏
- مارتن أ. بينيت [الإنجليزية]‏
- Richard Alan North [الإنجليزية]‏
- Anthony Ledwith [الإنجليزية]‏
- Robert Malcolm Simmons [الإنجليزية]‏
- Graham Dixon-Lewis [الإنجليزية]‏
- Robin Marshall [الإنجليزية]‏
- جورديف خوش

## الأعضاء الأجانب
- Ugo Fano [الإنجليزية]‏
- جون أرتشيبالد ويلر
- Salome Gluecksohn-Waelsch [الإنجليزية]‏
- ريتا ليفي مونتالشيني